# Шова период
Шова ера је био период јапанске историје који је обухватао владавину цара Шове (познатог на енглеском као цар Хирохито) од 25. децембра 1926. до његове смрти 7. јануара 1989. године. Претходила је таишо ера, а следила је хејсеј ера. Шова период пре 1945. и послератни период су скоро потпуно различите државе: шова ера пре 1945. (1926–1945) односи се на Јапанско царство, а пост-1945 шова ера (1945–1989) на државу Јапан.
Пре 1945, Јапан је прешао у политички тоталитаризам, ултранационализам и статизам који је кулминирао јапанском инвазијом на Кину 1937. године, делом глобалног периода друштвених преврата и сукоба као што су Велика депресија и Други светски рат.
Пораз у Другом светском рату донео је корените промене у Јапану. Први и једини пут у својој историји, Јапан је био окупиран од стране страних сила, окупација коју су предводили Американци која је трајала шест година и осам месеци. Савезничка окупација донела је свеобухватне демократске реформе. То је довело до формалног укидања статуса цара као полубога и трансформације Јапана из облика мешовите уставне и апсолутне монархије у уставну монархију и парламентарни систем са либералном демократијом. Године 1952, Уговором из Сан Франциска, Јапан је поново постао суверена држава. Послератни шова период карактерише јапанско економско чудо.
Шова ера је била дужа од владавине било ког претходног јапанског цара. Цар Шова је био и најдуговечнији и најдуже владајући историјски јапански цар, као и најдуже владајући монарх на свету у то време. Дана 7. јануара 1989. године, престолонаследник Акихито је наследио хризантемски трон након смрти свог оца, цара Шове, што је означило почетак хејсеј ере. Цара Хирохита су служила укупно 33 премијера, почевши од Вакацукија Реиџира до Ноборуа Такешите.